# Altstadt von Zamość
Die Altstadt von Zamość (Osiedle Stare Miasto) in der ostpolnischen Stadt Zamość [ˈzamɔɕt͡ɕ] ist eine Planstadt der Renaissance des späten 16. Jahrhunderts. Seit 1992 ist sie UNESCO-Weltkulturerbe. Die Stadt veranschaulicht die Vermischung der Architekturtraditionen Italiens und Mitteleuropas. Grundriss, Befestigungen und eine Vielzahl von Gebäuden sind erhalten.

## Geschichte

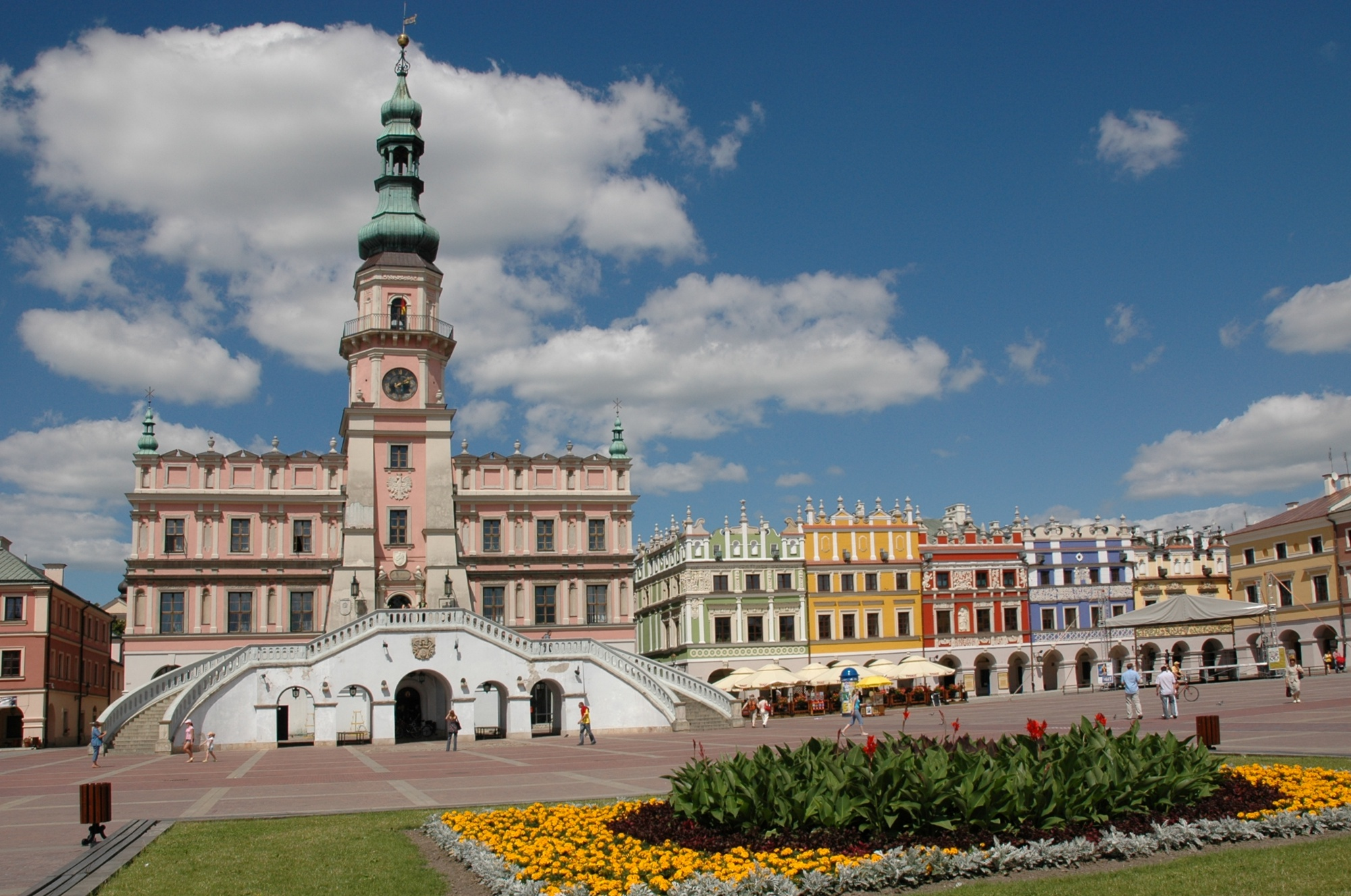
Großer Markt und Rathaus

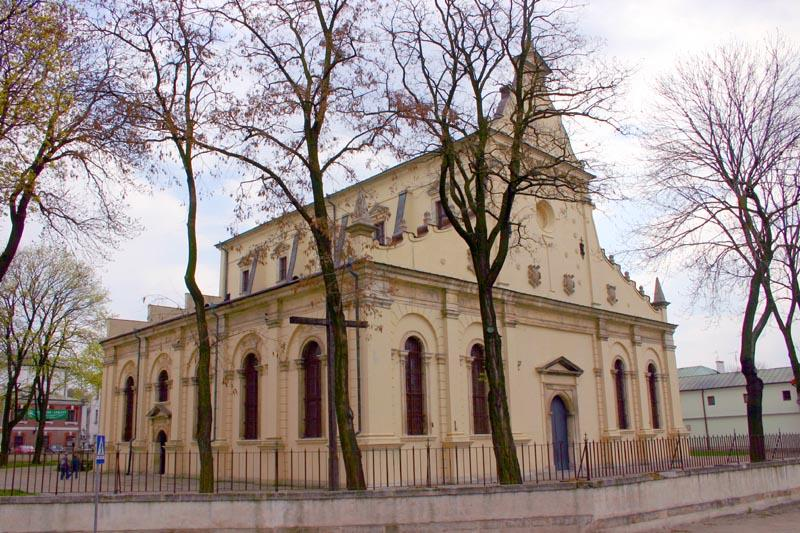
Kollegiatkirche

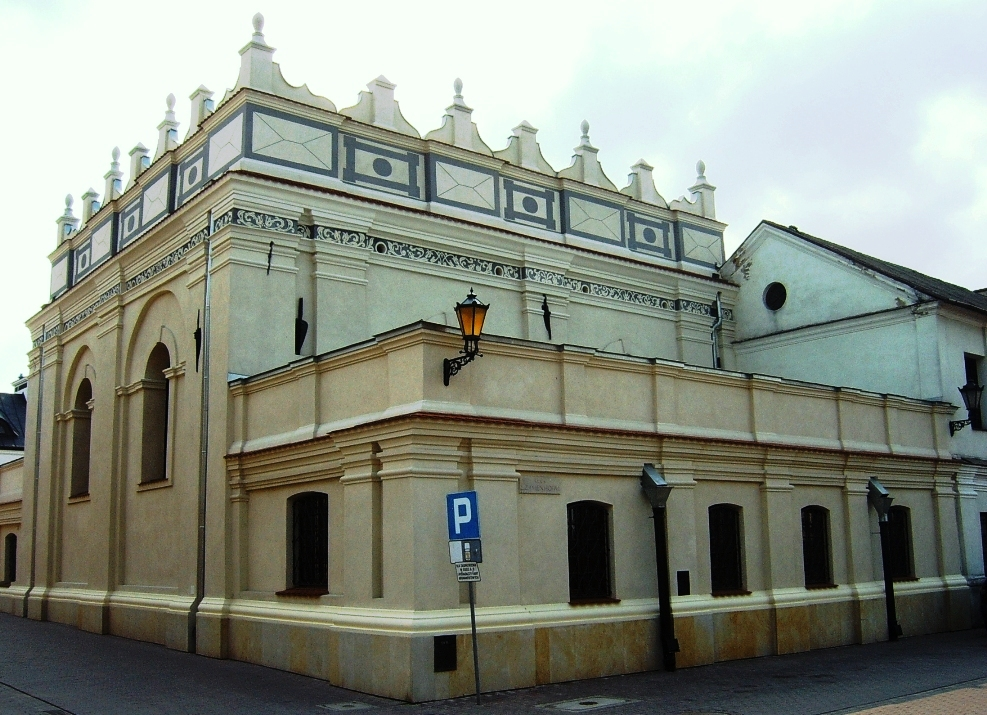
Alte Synagoge

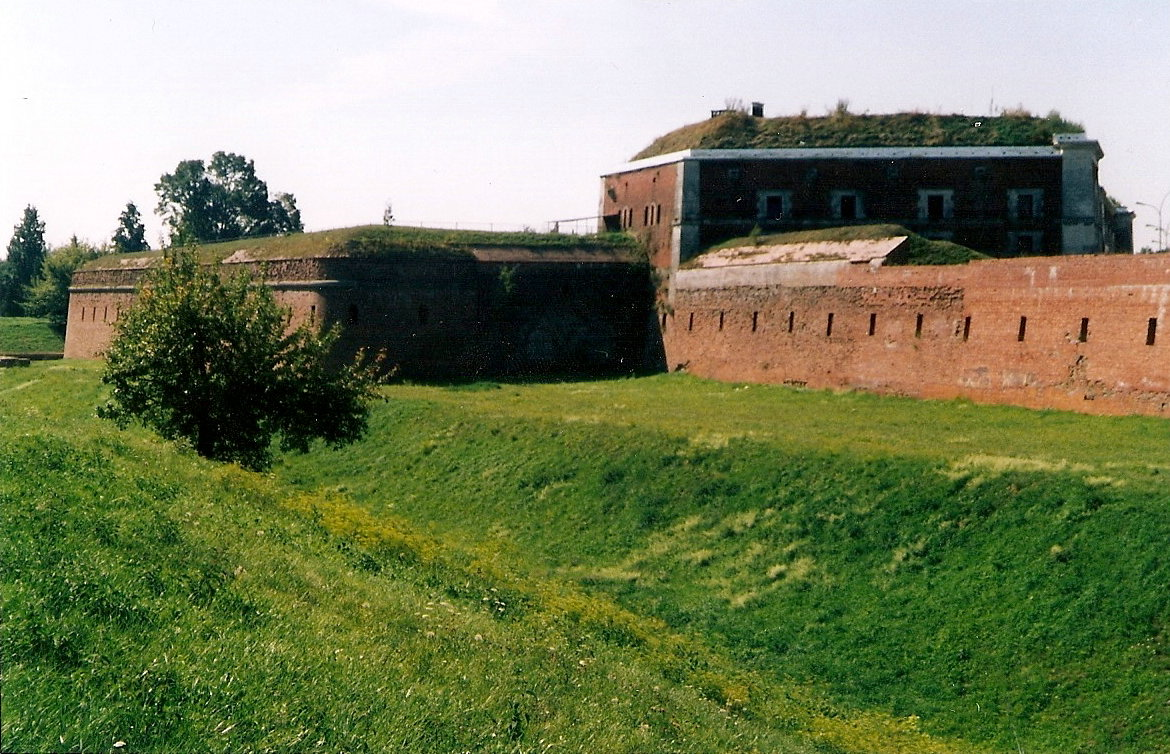
Bastion der Festung

Ihren Namen verdankt die Stadt ihrem Gründer Jan Zamoyski, der u. a. in Padua studiert hatte und ab 1576, zur Zeit der Lubliner Union mit Litauen, höchste Staatsämter bekleidete. Die Stadt wurde ab 1578 nach den Vorstellungen des venezianischen Baumeisters Bernardo Morando im Stil der italienischen Renaissance erbaut, was ihr den Namen Padua des Nordens einbrachte.
Im Jahre 1720 fand in Zamość eine Synode der Ukrainischen Griechisch-Katholischen Kirche statt, auf der wichtige Beschlüsse zur Reform der Liturgie gefasst wurden. Die Festung war ein Zentrum des polnischen Widerstands im Novemberaufstand (1830–31).
Die Gebäude der Altstadt werden seit den 1970er Jahren renoviert.

## Gebäude
- Rathaus mit geschwungener Freitreppe und einem 52 m hohen achteckigen Uhrenturm am Marktplatz. (Manieristische Teile 1591-1600 von Morando, Umbau 1639–51 durch Jaroszewicz und Wolff)
- Die Kollegiatkirche, nach Entwürfen Bernardo Morandos von 1587 bis 1630 erbaut, gehört zu Polens schönsten Kirchen aus der Zeit des Manierismus. Fassade 1825–27 im Geschmack des Klassizismus verändert. Sie ist die Kathedralkirche des seit 1992 bestehenden Bistums Zamość-Lubaczów.
- Vier weitere Kirchen, ein Konvent.
- Alte Synagoge (Synagoga Dawna w Zamościu), 1610–1618 erbaut; Mikwe des 19. Jahrhunderts. In der zweiten Hälfte des 20. Jahrhunderts als Jugendherberge genutzt.
- Farbenprächtige, reich verzierte Bürgerhäuser (ca. 1540–1600) die sich um drei Märkte gruppieren:
  - Großer Markt
  - Salzmarkt
  - Wassermarkt
- Wohnhaus der kommunistischen Politikerin Rosa Luxemburg (1871–1919) am Großen Markt, Ulica Staszica 37, an dem sich von 1979 bis 13. März 2018 eine Gedenktafel befand.[1]
- Gebäude der ehemaligen Akademia Zamojska, 1639–1648 von J. Jaroszewicz erbaut.
- Schloss Zamość, 1579–1586 von Morando erbaut, 1747–51 erweitert und nach 1831 im Geschmack des Klassizismus umgebaut.
- Festung Zamość mit Arsenal und 5 Stadttoren, 1618 eine der stärksten von Polen-Litauen, nach 1866 zum Teil geschleift und verfallen.

## Sonstiges
Zehn Kilometer der Stadt südlich erstreckt sich die Hügelkette Roztocze, seit 2011 ein Biosphärenreservat der UNESCO mit dem Nationalpark Roztocze.